# 克莉絲蒂安·索菲·夏洛特
克莉絲蒂安·索菲·夏洛特（德語：Christiane Sophie Charlotte，1733年10月15日—1757年10月8日），薩克森-希爾德布格豪森公爵夫人，拜律特藩侯腓特烈·克里斯蒂安的女兒。

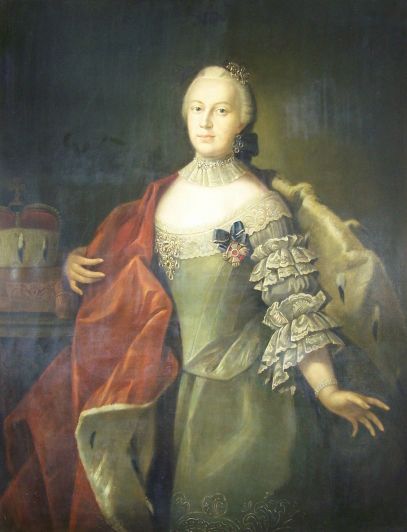

1757年，克莉絲蒂安與恩斯特·腓特烈三世結婚，同年因難產去世，年僅23歲。